# Gare du port
La gare du port (en russe : Портовая, Portovaïa) est une gare ferroviaire russe, située dans la ville de Taman, dans le kraï de Krasnodar, en Russie.

## Histoire
C'est une gare sur le tronçon Bagerovo - Vyshesteblievskaya, situé à côté de la gare Taman-Passager.

### Intermodalité

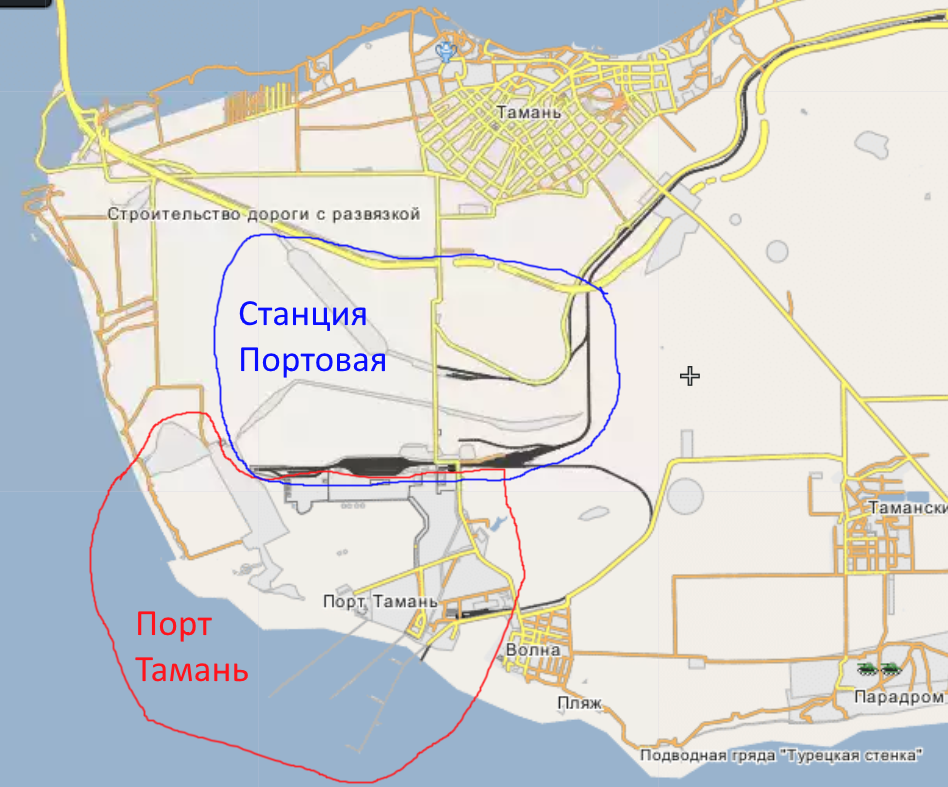
Schéma.